# Papaver bipinnatum
Papaver bipinnatum är en vallmoväxtart som beskrevs av Carl Anton von Meyer. Papaver bipinnatum ingår i släktet vallmor, och familjen vallmoväxter. Inga underarter finns listade i Catalogue of Life.